# Нельсон Адамс, Элизабет
Элизабет Нельсон Адамс (англ. Elizabeth Nelson Adams; 22 января 1941, Ричленд, Южная Каролина — 2 марта 2020) — американская художница, поэтесса, писательница, уполномоченный по искусству и директор по кастингу фильмов.

## Биография

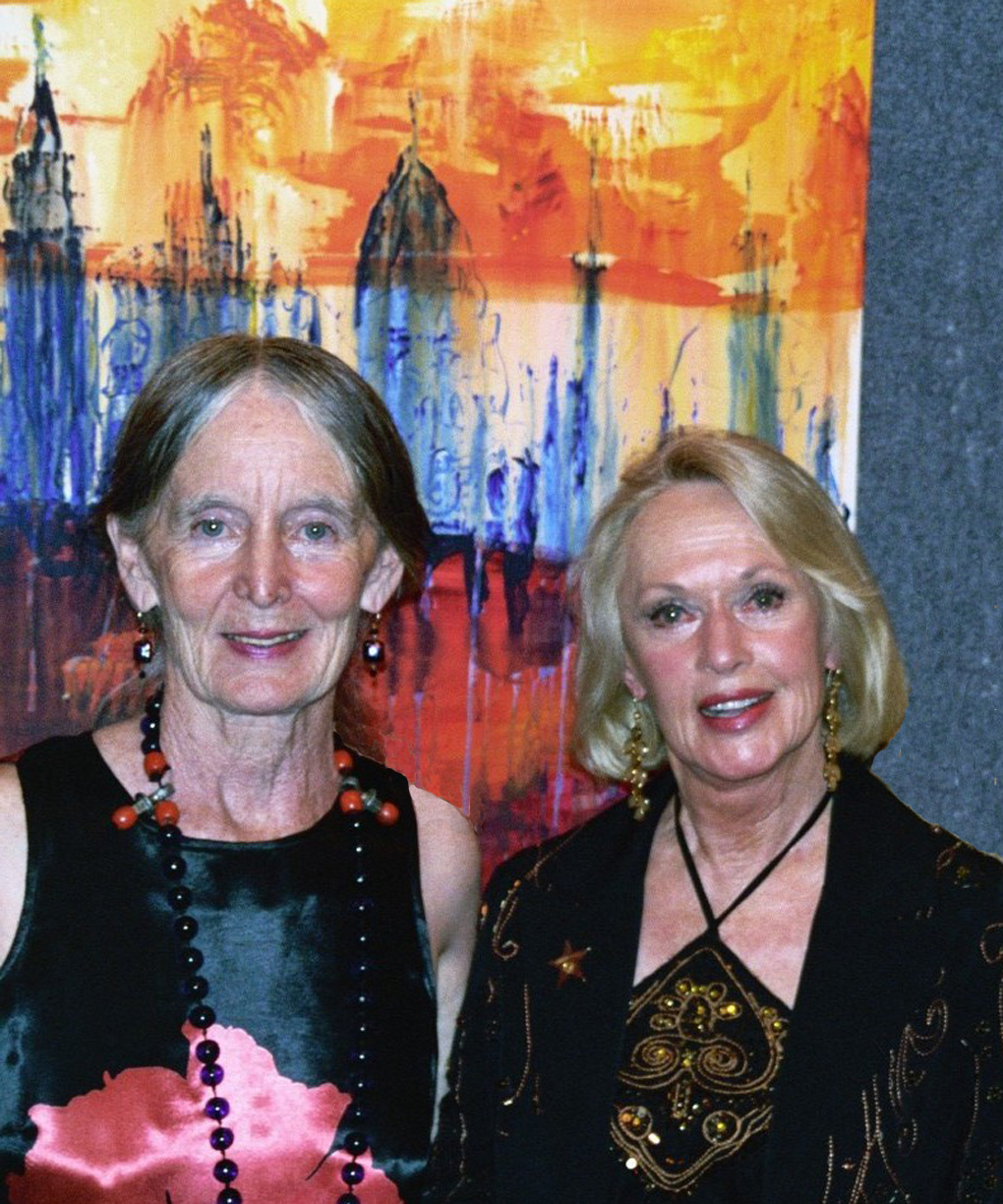
Элизабет Нельсон Адамс и Типпи Хедрен в 2009 году (на фоне одной из картин Адамс) в Лос-Анджелесе, Калифорния.

Получив стипендию от Национальной стипендиальной программы США, Адамс поступила в Южно-Каролинский университет, где в 1961 году получила степень бакалавра искусств. Позже она получила степень магистра английского языка (1987 г.) и докторскую степень по творческому письму (1989 г.) в Южно-Каролинском университете . Была замужем за послом Уэстоном Адамсом, у них было четверо детей.
С 1995 по 2000 год Адамс работала в Комиссии по делам искусств Южной Каролины. Она входила в совет директоров Губернаторской школы искусств и гуманитарных наук Южной Каролины . 

## Писатель и художник
Адамс написала книги «Собирая дождь » (1990) и «Пять малавийских писателей: эссе личного исследования» (1987). Адамс участвовала в выставках в Южной Каролине, в Лос-Анджелесе, Нантакете и Лилонгве, Малави и Африке . В 2007 и 2009 годах она проводила выставки в Лос-Анджелесе, чтобы собрать деньги для заповедника Шамбала, основанном Типпи Хедрен  в 1983 году, в котором содержались исчезающие виды животных, таких как африканские львы, сибирские и бенгальские тигры, леопарды и другие крупные кошки.
В1984-1986 годах Адамс рисовала и писала тексты в Малави, Африка. На её картинах запечатлены пейзажи и жители бывшей британской колонии.  Её многочисленные путешествия по Замбии, Зимбабве, Южной Африке и другим африканским странам отражены получили отражение в её картинах и текстах.
В 1990-х годах, находясь в Италии, она увлеклась литографией. Она много путешествовала по Италии, что нашло отражение в её картинах, литографиях, скульптурах и стихах.
Работы Адамс были показаны на фестивале Piccolo Spoleto Festival, а поэзия опубликована в многочисленных сборниках в Соединённых Штатах, в том числе «Из зеленой подковы » (1987) и других.

## Работа в кино
Адамс участвовала в производстве художественного фильма «Последний союзник: история Роберта Адамса» (2007), на этапах написания сценария, кастинга и постановки фильма. В качестве кастинг-директора, привлекла в фильм таких актеров, как Типпи Хедрен, сыгравшую бабушку Адамс, и Эдвина Маккейна, выступавшего в роле Белчера . Адамс и сама сыграла роль мадам Бонно .